# Aggregat 1

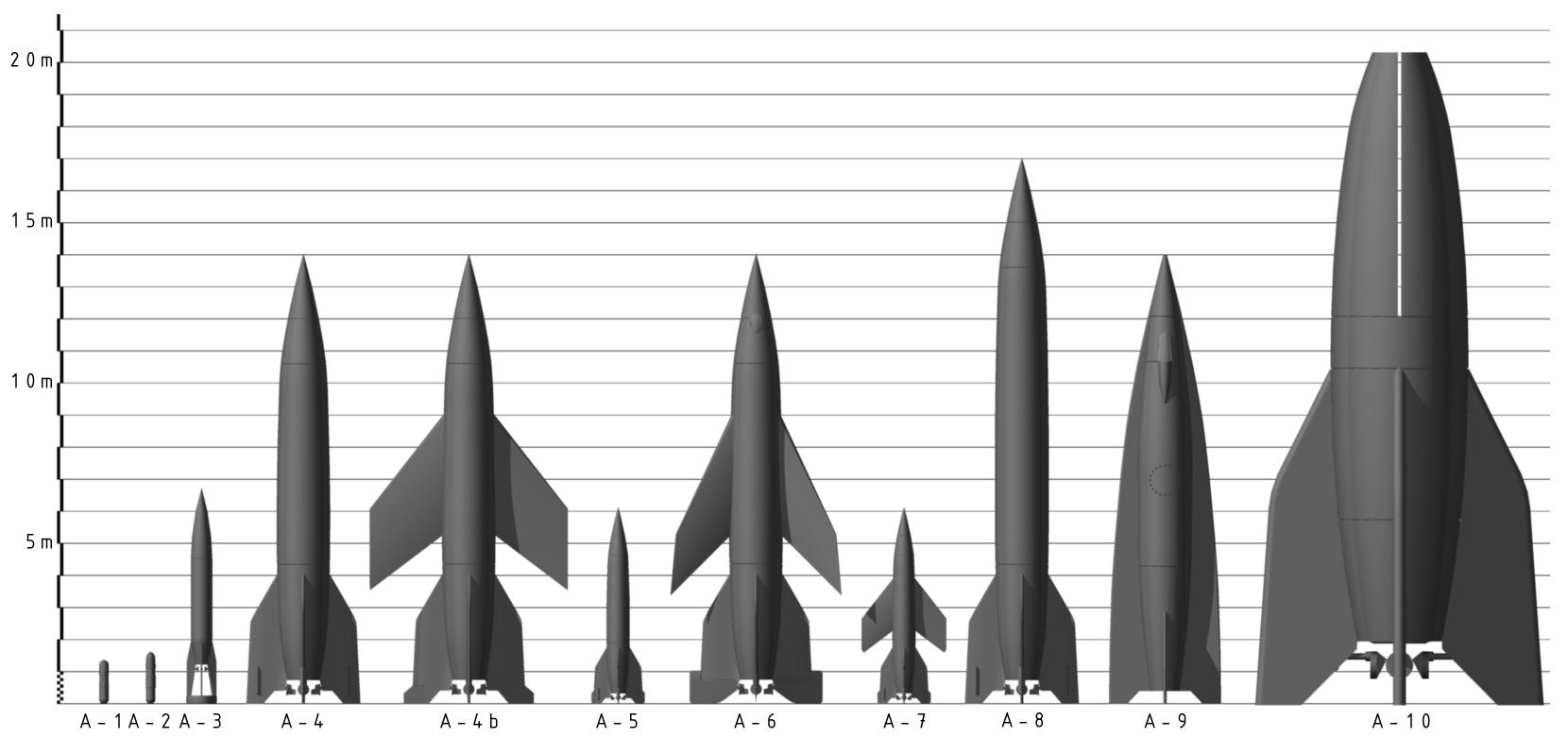
Größenvergleich A1 bis A10

Aggregat 1 (kurz: A1) war die Bezeichnung einer unter der Leitung von Wernher von Braun im Jahr 1932 entwickelten Versuchsrakete mit einer Länge von 1,40 Meter, einem Durchmesser von 0,3 Metern und einem Startgewicht von 150 Kilogramm. Der Startschub des mit Alkohol und Flüssigsauerstoff (LOX) betriebenen Triebwerks betrug 2,94 kN (300 kp). Der Treibstoff wurde durch komprimiertes Stickstoffgas gefördert.
Die Stabilisierung im Flug sollte entgegen den Anregungen Walter Dornbergers nicht durch Drall erfolgen, sondern durch einen Stabilisierungskreisel in der Spitze, da sich bewegende Flüssigkeiten in den Tanks einer rotierenden Rakete ungünstig auf das Flugverhalten auswirken würden.
Bei einem Startversuch in der Versuchsstelle Kummersdorf explodierte die A1. Es wurden keine weiteren Erprobungen unternommen, da sich herausstellte, dass die A1 durch die ungünstige Lage des Stabilisierungskreisels kopflastig war und nicht stabil flöge.
Stattdessen wurde die Nachfolgerakete Aggregat 2 entwickelt, deren Kreisel sich in der Mitte der Rakete befand.